# Ансип, Освальд Янович
Освальд (Освальд-Фридрих) Янович Ансип (эст. Osvald Friedrich Ansip; 7 (20) октября 1901, Нава, Паламусе, Йыгевамаа, Лифляндская губерния — 7 декабря 1974) — депутат Верховного совета СССР 3-го созыва.

## Биография
Работал председателем колхоза. В 1950 году избран депутатом Верховного совета СССР 3-го созыва (1950—1954)[уточнить].
Скончался в 1974 году, похоронен в Паламусе.

## Семья
Родители — Яан Ансип и Леэна Ансип (Этс). В семье помимо Генриха было два брата и две сестры. Один из братьев, Генрих (1909—1941) также избирался депутатом Верховного Совета СССР, во время немецко-фашистской оккупации был казнён немцами. Другой брат, Рудольф (1909—1942), погиб на фронте.
Супруга Линда-Аманда Ансип (Ялакас, 1907—1999), двое детей.